# Magnolia albosericea
Magnolia albosericea là một loài thực vật có hoa trong họ Magnoliaceae. Loài này được Chun & C.H.Tsoong mô tả khoa học đầu tiên năm 1964.